# Луцкевич Марко Денисович
Марко́ Луцке́вич (*26 квітня 1882 року Ковель — †1940 СРСР) —український громадський і політичний діяч. Посол I каденції Сейму РП.

## Життєпис
Початкову освіту здобув у міській двокласній школі. Батьки направили до Києва, де навчався на агрономічних курсах. Закінчив вільний Народний університет в Москві, після закінчення працював агрономічним старостою в Камені-Каширському. Співпрацював із Союзом визволення України. В грудні 1916 року висловив жаль Андрію Жуку з приводу того, що Михайло Гаврилко, зусиллями якого в умовах війни за рік було відкрито 150 українських шкіл, покидає Волинь.
В ході передвиборчих перегонів 1922 року до польського сейму 2 листопада арештований за активну громадську позицію. 1922 обирається послом до Польського сейму, перебуваючи за ґратами; завдяки активній позиції громадськості звільняється; активний член Української селянської робітничої партії.
Трибуну польського сейму використовував для боротьби проти польського гніту, за прийняття законів, які хоч якось стримували б ополячення і спонукали національне відродження. В березні на місяць відсторонений від роботи сейму за протестування проти рішення Ради амбасадорів про визнання східних кордонів Польщі. 10 квітня арештований у Львові за проведення маніфестацій проти рішення Ради амбасадорів; оголосив голодування. Незважаючи на опір українських, білоруських та єврейських депутатів, позбавлений недоторканності і справа передається до суду.
Через тиск та переслідування з боку польської влади змушений був навесні 1923 емігрувати до Чехословаччини, звідти в 1924 переходить на радянофільські позиції і переїздить до СРСР. Займався письменницькою діяльністю. Друкувався в газетах «Українські робітничі вісті», журналах «Голос праці», «Голос робітниці», «Робітниця». Друкує нариси «Нех жиє…», «Мати», «Станція Рихальськая», «Тринадцятий минає».
Входив до Клубу політемігрантів Західної України імені Івана Франка під керівництвом Яворського. 21 липня 1926 секретаріат ЦК КП(б)У розглянув питання «Про т. Луцкевича (колишній член Польського сейму)» з ухвалою «командирувати т. Луцкевича для роботи по відповідній лінії Наркомзему», 10 серпня — в Науковому комітеті НКЗсправ.
Зрозуміння механізму радянської державності й реального статусу у ній УСРР, злиденного існування й постійного поліцейського нагляду за громадянами «Батьківщини трудящих» дуже швидко у нього викликало неприйняття радянської дійсності й бажання виїхати за кордон. Вже на початку 1927 року арештований радянською владою, в Харківській тюрмі розстріляний 1940 року (за іншими джерелами — помер на засланні в Сибіру 1934).